# Stretch Arm Strong
Stretch Arm Strong, est un groupe américain de punk rock, originaire de Columbia, en Caroline du Sud.

## Histoire
Stretch Arm Strong est formé en 1992, avec le chanteur James Miller, le bassiste Matt McCarty, les guitaristes David Sease et Scott Dempsey, et le batteur John Barry. Miller part peu après, McCarty reprenant le chant et la basse. Les quatre enregistrent quelques morceaux, Chris McLane prenant en charge la basse. McCarty quitte le groupe, McLane reprend le chant et Donnie Raines rejoint le groupe à la basse. Le groupe sort son premier album, Compassion Fills the Void, avec Shawn Williams de Prevail à la basse. Après leur première sortie, le groupe signe avec Solid State Records, avec McLane, Sease, Dempsey, Barry, et Jeremy Jeffers à la basse. 
En 1999, le groupe enregistre son deuxième album, Rituals of Life, qui marque ses débuts chez Solid State Records. Avec la sortie de l'album, le groupe sort un clip vidéo pour leur chanson Second Chances. En 2001, le groupe commence à écrire et à enregistrer son troisième album, qui s'intitule A Revolution Transmission. En 2003, le groupe sort Engage, leur troisième et dernier album avec Solid State et leur quatrième album studio, qui est bien accueilli. Stretch Arm Strong signe avec We Put Out Records, un label d'East West (lui-même label de Warner Music Group), après avoir rempli son contrat avec Solid State. Leur album Free at Last est enregistré en avril et mai 2005 avec James Paul Wisner et sort à la fin de la même année. Une vidéo de la chanson The Sound of Names Dropping est publiée la même année. En 2005, le groupe partage la scène avec le musicien de funk George Clinton. Ils restent inactifs depuis 2005, se réunissant en 2009 pour quelques concerts de bienfaisance avec Evergreen Terrace et Bane, et pour un concert unique à Within These Walls en 2011. 
Le groupe devrait se reformer pour le Furnace Fest en 2021. Au début de 2022, Stretch Arm Strong annonce s'être associé à Iodine Recordings pour rééditer Rituals of Life et d'autres titres de leur catalogue. Le groupe a également fait allusion à l'écriture de nouvelles musiques.

## Discographie

### Albums studio
- 1998 : Compassion Fills the Void (Uprising Records)
- 1999 : Rituals of Life (Solid State Records)
- 2001 : A Revolution Transmission (Solid State Records)
- 2003 : Engage (Solid State Records)
- 2005 : Free at Last (We Put Out Records)

### EP
- 1995 : Not Without Resistance (Insurgent Sounds Records)
- 2000 : It Burns Clean (Reflections Records)

### Splits
- 1993 : Bedlam Hour / Stretch Arm Strong Split (Insurgent Sounds Records/Koogle Records)
- 1996 : Forget the Differences (Insurgent Sounds Records)
- 2000 : I Stand Alone (I Stand Alone Records ; split avec xDISCIPLEx A.D.)